# BFSP1
BFSP1‏ (Beaded filament structural protein 1) هوَ بروتين يُشَفر بواسطة جين BFSP1 في الإنسان.